# Worms: Open Warfare
Worms: Open Warfare è un videogioco strategico a turni sviluppato dal Team17 e pubblicato da THQ per Nintendo DS e per Sony PlayStation Portable. Il videogioco fa parte della serie di videogioco Worms.

## Modalità di gioco
In Worms: Open Warfare il giocatore controlla le armi a disposizione dei worms. L'obiettivo del gioco è difendersi dalle armi nemiche e nel contempo eliminare i nemici riducendo i loro punti vita. Tra le armi a disposizione si hanno: granate, pistole, razzi, pecore esplosive e altro.